# Francisco da Gama, 4.º Conde da Vidigueira
Dom Francisco da Gama, 4.º Conde da Vidigueira (1565 – Oropesa, julho de 1632) foi um nobre e militar português. Por duas vezes, foi Governador e Vice-Rei da Índia. Era bisneto de Vasco da Gama e filho de Vasco da Gama, 3.º Conde da Vidigueira.
Ao lado de seu pai, aos 13 anos, combateu na Batalha de Alcácer-Quibir, onde seu pai tombou e ele foi feito prisioneiro. Resgatado, retorna a Portugal em 1595. No final da vida, acusado de peculato e outras desonras, morre na Espanha, a caminho da Corte para tentar explicar-se.

## Vice-reinados

### Primeiro vice-reinado
Foi nomeado vice-rei da Índia em 1597, partindo para Goa no mesmo ano. Assumiu a região com mínimas condições de governabilidade, sem dinheiro nem navios para defesa. Tentou implementar reformas pouco populares, na tentativa de conter a corrupção e a desordem. Conseguiu um empréstimo e montou defesas, tanto no mar (combatendo os piratas indianos e os ingleses) como ao norte (combatendo os mongóis). Durante essa gestão, anexou a Ilha de Colombo, graças à deposição do rei local por um parente, protegido da Coroa Portuguesa. Angariando muitos inimigos, acabou por regressar a Portugal em 1600, tendo a população contra sua administração.

### Segundo vice-reinado
Em 1622, foi nomeado novamente vice-rei da Índia. Em sua segunda passagem pela região, ainda continuava a ter muitos inimigos, mas sua força militar estava melhor preparada, tendo nesse momento defendido Malaca dos neerlandeses. Em 1628, foi substituído pelo bispo de Meliapor, Dom Luís de Brito e Menezes. Foi acusado de peculato e incúria, caindo em desgraça perante o rei Filipe III.

## Descendência
Dom Francisco da Gama casou-se duas vezes. De seu primeiro casamento, com Dona Maria de Vilhena, filha do vice-rei da Índia Duarte de Menezes, apenas uma filha sobreviveu à idade adulta:
- Maria de Vilhena, que casou-se com João de Ataíde, 4.º conde de Castanheira

De seu segundo casamento, com Leonor Coutinho, filha do vice-rei da Índia Rui Lourenço de Távora, teve os seguintes filhos:
- Maria Coutinho, que casou-se com Rodrigo da Camara, 3.º conde de Vila Franca;
- Eufrázia Maria de Tavora, que casou-se com Luis Lobo, 7.º barão de Alvito;
- Catarina Coutinho, que viveu por apenas um dia;
- Vasco Luís da Gama, 5.º Conde da Vidigueira;
- Guiomar Coutinho;
- Teresa Maria Coutinho;
- Inês Domingas Coutinho;
- Ana Maria Coutinho.